# 领海基线法
《领海基线法》是菲律宾的一个法律，在2009年3月由总统阿罗约签署。这项法律界定了菲律宾自认的专属经济海域，并再次宣称对位于其西部海域，有争议的南沙群岛具有主权。但是这项法律立刻引来邻国和地区的尖锐批评。
越南称这项法律严重侵犯了其对南中国海岛屿的主权。中国批评菲律宾的宣示并不合法，强调中国政府才对这些岛屿和临近海域具有“无可争辩”的主权。